# 大仁料金所
大仁料金所（おおひとりょうきんじょ）は、静岡県伊豆の国市大仁にある修善寺道路の本線料金所である。有人の料金所だが、夜間は無人となるため無料で通行できる（料金徴収時間：6時 - 22時）。

## 概要
本料金所は、熊坂ICと大仁中央IC間に設置されている（大仁南ICの直上付近）。
2025年（令和7年）4月現在、ETC、クレジットカードは利用できないが、2021年（令和3年）7月1日からETCソリューションズが提供する会員登録型のETC多目的利用サービス（ETCカードによるキャッシュレス決済）「ETCX」を導入した。
2024年（令和6年）12月に、伊豆中央道の江間料金所と本料金所に2026年（令和8年）度末までにETCを導入するスケジュールが公開された。各料金所の上り線1レーン・下り線1レーンにETC専用レーンを導入する予定である。
当初は料金徴収期限が2025年（平成37年）8月24日までとされていたが、伊豆中央道と修善寺道路の経営を一体とする合併採算制の導入により、料金徴収期限が2023年（平成35年）11月12日へ変更された（後に10月2日に変更）。その後、伊豆中央道・修善寺道路・静浦バイパスを一つの道路として料金を徴収する、いわゆる「料金プール制の許可」等の申請手続きが行われ、料金徴収期限が2057年（令和39年）3月8日へ延長されている。

## 路線
- 修善寺道路

## 料金所施設
ブース数：4（うち ETCX設置数：4）

### 大仁中央方面
- ブース数：2

### 修善寺方面
- ブース数：2

## 歴史
- 1988年（昭和63年）：伊豆縦貫自動車道修善寺工区（5,207 m）事業化
- 1989年（平成元年）8月8日：基本計画区間策定（大仁町 - 天城湯ヶ島町）、整備計画区間策定（大仁町 - 修善寺町）
- 1998年（平成10年）3月26日：熊坂IC - 大仁中央IC間開通に伴い料金徴収開始
- 2021年（令和3年）7月1日：会員登録型のETC多目的利用サービス「ETCX」を導入[4]
- 2023年（令和5年）
  - 11月12日：料金徴収終了の当初予定日（伊豆中央道との合併採算後の料金徴収期限）[8]
  - 11月13日：無料開放予定の当初予定日（伊豆中央道と同時）
- 2026年度末（予定）：本料金所にETCを導入（上下線に各1レーン）[6]
- 2057年（令和39年）
  - 3月8日（予定）：料金徴収終了[2]
  - 3月9日（予定）：無料開放（伊豆中央道と同時）[2]

## 隣
修善寺道路
大仁南IC（三島方面出入口） - 大仁料金所 - 熊坂IC（下田方面出入口）